# Fekální vůz

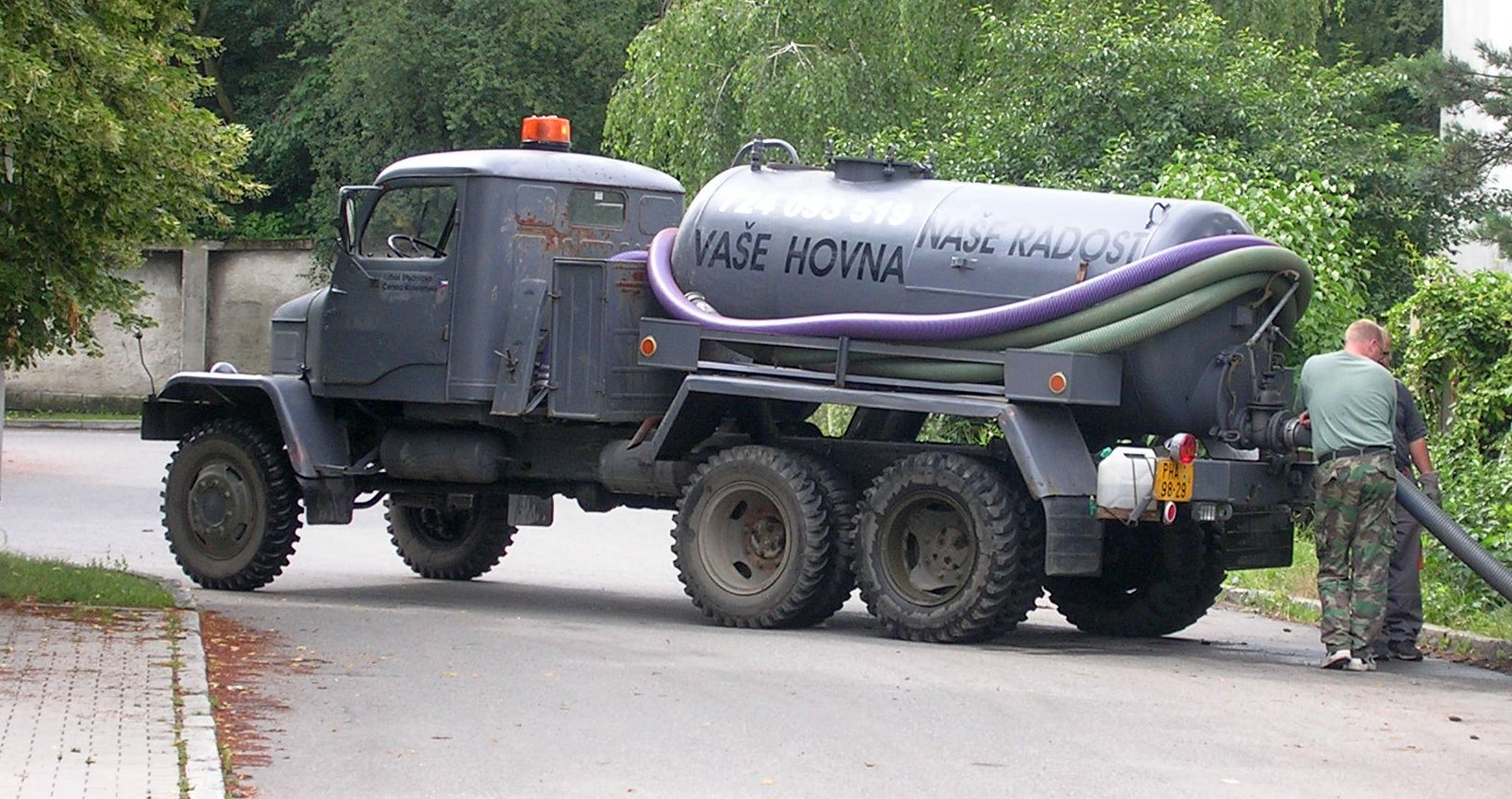
Fekální vůz Praga V3S v Řeži

Fekální vůz (lidově hovnocuc nebo také fekál), je vozidlo, které se používá tam, kde není kanalizace (většinou na vesnicích), k odvozu splašků z odpadních jímek (žump, septiků neboli senkroven, z němčiny Senkgrube).
Nástavba fekálního vozu je tlaková nádrž vybavená sacím čerpadlem. Čerpadlo vytváří v nádrži podtlak, čerpaná kapalina je do nádrže nasávána rozdílem atmosférického tlaku a podtlaku v nádrži. K vybavení nádrže patří pojistný ventil.
Nádrž je namontována buď na podvozku nákladního automobilu (v tom případě je čerpadlo poháněno motorem tohoto automobilu), nebo je v provedení přívěsu bez vlastního pohonu. V tomto případě se většinou tahá za traktorem a čerpadlo je poháněno traktorem.
Jako hovnocuc lidé označují i podobná vozidla, jako jsou sací bagry, ADR (vozidla na přepravu zvlášť znečištěných vod) apod., která se dále nijak nerozlišují.
Předchůdcem byla lejta, což byla většinou dřevěná nádrž, tahaná koňmi. Neměla žádné čerpadlo a plnila se ručně s pomocí nádob (vědro, šoufek).
Moderní fekální vozy mívají často kombinovanou nástavbu – mimo nádrže na fekálie disponují nádrží na čistou vodu, která slouží jako zásobník pro proplachování kanalizačních potrubí prostřednictvím vysokotlakého čerpadla. To je napojeno na hadici zakončenou speciální tryskou s vodním paprskem směřovaným vpřed nebo vzad (tzv. krtek). Dalším typem kombinované nástavby je recyklační nástavba – zde je odpadní voda z nádrže na fekálie filtrována a využita jako voda na čištění potrubí.